# Szkoła Lwowska
Szkoła Lwowska – miejska szkoła średnia znajdująca się w mieście Lwowie działająca w latach 1400–1600 w okresie Korony Królestwa Polskiego oraz Rzeczypospolitej Obojga Narodów.

## Historia
Pierwsze wzmianki o szkole średniej we Lwowie zanotowane zostały w 1400, kiedy król polski Władysław II Jagiełło upoważnił Radę Miejską do założenia w mieście szkoły oraz powołania jej administracji oraz rektora.
Szkoła ta w XVI wieku podupadła i w 1550 kapituła zwróciła się do Rady, aby powołała ona nowego rektora, który by zreorganizował uczelnię. Stanowisko to objął polski pedagog oraz literat Benedykt Herbest, który w ciągu trzech lat doprowadził uczelnię do rozkwitu. Po jego śmierci w 1598 uczelnia ponownie zaczęła upadać.